# Арпад (Древна Сирия)
Арпад е древен арамейски град, разположен в северозападната част на Сирия, на север от Халеб.
Арпад се превръща в столица на древносирийско арамейско царство в 9 век пр.н.е., което се простирало от Азаз на север до Хама на юг. 
По-късно Арпад се превръща във васал на Урарту. Неоасирийският цар Теглатфеласар III обсажда Арпад след поражението на Урарту от Асирийската империя. След тригодишна обсада градът е превзет и разрушен, а жителите му избити.
Арпад се споменава в Библията няколко пъти:
- 2 Царе 18:34; 19:13;
- Исая 10:09; 36:19; 37:13;
- Еремия 49:23.